# Halobacterium salinarum
Espèce
Halobacterium salinarum est une espèce d'archées halophiles aérobies qu'on trouve dans les environnements à forte teneur en sels tels que le poisson salé et divers aliments riches en sel, les marais salants ou encore les lacs salés : lorsque la salinité devient suffisante, ces milieux prennent une teinte rougeâtre due à la concentration en archées halophiles.

## Structure
Ce sont des organismes unicellulaires en forme de bâtonnets (ou bacille). Elles réagissent négativement à la coloration de Gram dans la mesure où elles sont dépourvues de paroi cellulaire. Leur membrane plasmique est constituée d'une unique bicouche lipidique entourée par une couche S. Cette couche S est constituée d'une glycoprotéine qui compte pour environ 50 % des protéines de la surface cellulaire. Ces protéines forment un réseau dans la membrane. Les chaînes de glycanes sont riches en résidus sulfate donnant à l'ensemble une charge électrique négative qui pourrait stabiliser le réseau dans les conditions à très forte salinité.
H. salinarum tire son énergie essentiellement de la dégradation des acides aminés, notamment l'arginine et l'aspartate. 

## Adaptation aux conditions extrêmes

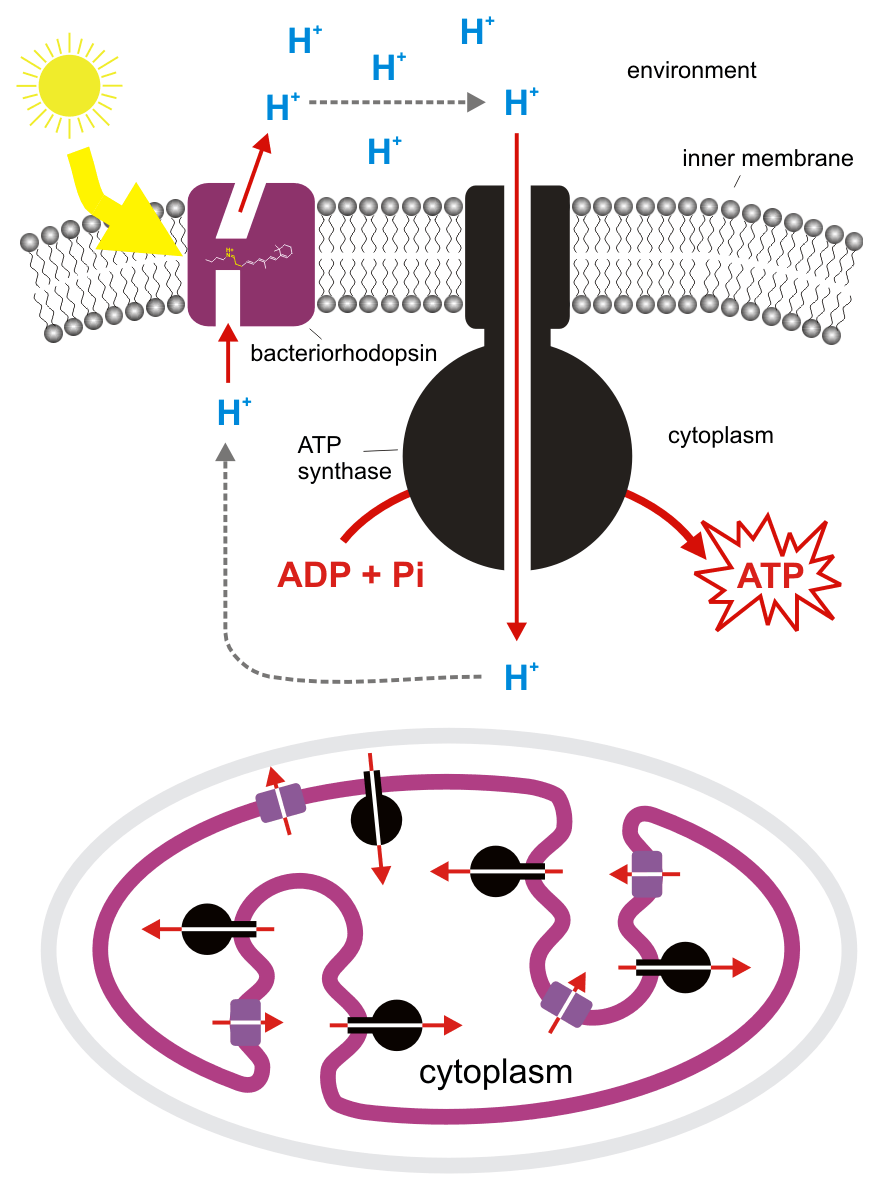
Couplage chimiosmotique entre l'énergie lumineuse, la bactériorhodopsine et l'ATP synthase de H. salinarum. La paroi cellulaire n'est pas représentée.

### Salinité élevée
Pour survivre dans les environnements très salés, cette archée a recours à des osmoprotecteurs — notamment le chlorure de potassium KCl — afin de réduire le stress osmotique. La concentration en potassium est plus élevée dans la cellule qu'à l'extérieur de celle-ci et résulte d'un transport actif pour compenser la pression osmotique environnante. Au-delà d'un certain niveau de salinité à l'intérieur de la cellule, les protéines peuvent précipiter ; pour éviter cet effet de relargage, les protéines de H. salinarum sont essentiellement acides : le point isoélectrique moyen de ces protéines et de 4,9, ce qui leur permet de demeurer en solution jusqu'à des concentrations élevées en sel.

### Anoxie et photosynthèse
La concentration en H. salinarum peut être telle dans les environnements salés que l'oxygène dissous est rapidement épuisé, conduisant à l'anoxie du milieu. H. salinarum étant strictement aérobie, il lui faut pouvoir produire de l'énergie en l'absence d'oxygène. Elle y parvient grâce à la bactériorhodopsine, qui permet à une ATP synthase d'utiliser l'énergie des photons pour produire de l'ATP par l'intermédiaire du couplage chiosmotique avec un gradient de concentration en protons (ions hydronium) généré par transport actif sous l'effet de la lumière.
H. salinarum produit également des vésicules de gaz qui lui permet de flotter à la surface de l'eau, où l'oxygène est plus abondant et où l'intensité lumineuse est plus élevée. Ces vésicules sont des structures complexes, constituées de protéines codées par au moins 14 gènes.

### Protection contre les rayons ultraviolets
H. salinarum est par essence exposée à de fortes doses d'ultraviolets qui nécessitent un mécanisme efficace de réparation des dommages causés par ces rayons à leur matériel génétique. Les gènes codant les enzymes de réparation de l'ADN sont semblables à ceux des bactéries et des eucaryotes. De plus, cette archée produit de la bactériorubérine, un terpénoïde à 50 atomes de carbone responsable, avec la bactériorhodopsine, de la couleur pourpre caractéristique de ces archées, qui agit comme un antioxydant afin de protéger l'ADN des dommages causés par les dérivés réactifs de l'oxygène.